# 2053
- Wikisource

| Calendário gregoriano                                                        | 2053 MMLIII                          |
| Ab urbe condita                                                              | 2806                                 |
| Calendário arménio                                                           | 1503 – 1504                          |
| Calendário bahá'í                                                            | 209 – 210                            |
| Calendário budista                                                           | 2597                                 |
| Calendário chinês                                                            | 4749 – 4750 Início a 19 de fevereiro |
| Calendário copta                                                             | 1769 – 1770                          |
| Calendário etíope                                                            | 2045 – 2046                          |
| Calendários hindus - Vikram Samvat - Calendário nacional indiano - Cáli Iuga | 2108 – 2109 1974 – 1975 5153 – 5154  |
| Calendário Holoceno                                                          | 12053                                |
| Calendário islâmico                                                          | 1476 – 1477                          |
| Calendário judaico                                                           | 5813 – 5814                          |
| Calendário persa                                                             | 1431 – 1432 Início a 20 de março     |
| Calendário rúnico                                                            | 2303                                 |
| Calendário solar tailandês                                                   | 2596                                 |

2053 (MMLIII, na numeração romana) será um ano comum do século XXI que começará numa quarta-feira, segundo o calendário gregoriano. A sua letra dominical será E. A terça-feira de Carnaval ocorrerá a 18 de fevereiro e o domingo de Páscoa a 6 de abril. Segundo o horóscopo chinês, será o ano do Galo, começando a 19 de fevereiro.

| Evento                                                   | Data            | Hora  |
| -------------------------------------------------------- | --------------- | ----- |
| Aquário                                                  | 19 de janeiro   | 14:59 |
| Peixes                                                   | 18 de fevereiro | 05:02 |
| primavera no hemisfério norte e outono no hemisfério sul |                 |       |
| Carneiro/equinócio                                       | 20 de março     | 03:47 |
| Touro                                                    | 19 de abril     | 14:30 |
| Gémeos                                                   | 20 de maio      | 13:19 |
| verão no hemisfério norte e inverno no hemisfério Sul    |                 |       |
| Caranguejo/solstício                                     | 20 de junho     | 21:04 |
| Leão                                                     | 22 de julho     | 07:56 |
| Virgem                                                   | 22 de agosto    | 15:10 |
| Outono no Hemisfério Norte e Primavera no Hemisfério Sul |                 |       |
| Balança/equinócio                                        | 22 de setembro  | 13:06 |
| Escorpião                                                | 22 de outubro   | 22:47 |
| Sagitário                                                | 21 de novembro  | 20:39 |
| inverno no hemisfério norte e verão no hemisfério sul    |                 |       |
| Capricórnio/solstício                                    | 21 de dezembro  | 10:10 |

| UTC: Portugal Continental, Madeira, Guiné-Bissau e São Tomé e Príncipe Subtrair (-): 1 h nos Açores e Cabo Verde 2 h nas Ilhas oceânicas brasileiras 3 h em Brasília, em Goiás, na Amazônia Oriental Brasileira e no nordeste, sudeste e sul brasileiros 4 h na Amazônia Ocidental Brasileira, Mato Grosso e Mato Grosso do Sul 5 h no Acre e sudoeste do Amazonas Adicionar (+): 1 h em Angola e Guiné Equatorial 2 h em Moçambique 8 h em Macau 9 h em Timor-Leste. |
| Adicionar uma hora durante a vigência do horário de verão: Portugal Continental : De 30 de março a 26 de outubro de 2053 |

| Ano completo                        |
| ----------------------------------- |
| Ano comum com início à quarta-feira |

## Eventos esperados e previstos
- Ano do Galo, segundo o Horóscopo chinês.

### Março
- 4 de março - Eclipse lunar penumbral.[1]

- 20 de março - Eclipse solar anular.[2]

### Agosto
- 29 de agosto - Eclipse lunar penumbral.[3]

### Setembro
- 12 de setembro - Eclipse solar total.[4]

### Datas desconhecidas
- Presume-se que as forças armadas dos Estados Unidos retirem progressivamente toda a frota da M1 Abrams de serviço. A essa altura, o M1 Abrams terá 71 anos de serviço no Exército dos Estados Unidos e no USMC. Presumivelmente, será substituído por tanques de batalha principais ou sistemas de armas resultantes do programa cancelado de veículos terrestres de combate (GCV) ou do programa cancelado de sistemas de combate futuros (FCS).[5]

## Epacta e Idade da Lua
| Epacta gregoriana | - ()    |
| Idade da Lua      | Letra - |